# Humanidades
Humanidades é um termo polissêmico que denomina um núcleo de disciplinas que estudam a expressão humana, principalmente a linguagem e a arte em sua várias formas. Abrange, historicamente, a filologia, a linguística, a musicologia, a história e teoria da arte, a teoria literária. Contemporaneamente, inclui, também, os estudos de mídia e o estudo do cinema. A distinção e autonomia das humanidades como campo de estudos foi elaborada gradativamente ao longo do período moderno, consolidando-se notoriedamente no século XIX, porém, muitas diferenciações conceituais foram implantadas anteriormente na educação e na academia, esquematizando as relações entre humanidades, ciências humanas e ciências naturais.

## Início do estudo da linguagem

### Pānini
Os primeiros estudos sistemáticos da linguagem são atribuidos ao gramático indiano Pānini, cuja vida, pouquíssimo conhecida, é situada entre o século VII e V antes de Cristo, tendo nascido em Gandara. Considerado o 'pai da linguística', sua obra foi tardiamente conhecida na Europa, e ainda assim causou uma profundo transformação no estudo da linguagem. Sua obra Ashtadhyayi, contém uma descrição do sânscrito enquanto um sistema de regras gramaticais interconectadas, somando 3,959 ao todo, que possibilitam um número enorme de sentenças. Sendo, assim, a primeira elaboração conhecida de uma formalização completa da linguagem, que permanece, até hoje, uma referência no estudo do sânscrito. Os métodos e o formalismo intrínseco implementado por Pānini nesse esforço tornaram-se objeto de interesse próprio, pela sofisticação e consistência lógica resultante do sistema. Sua relação com a tradição filosófica e linguística existente na Índia é, por outro lado, obscura, dado a falta de acesso às obras dos gramáticos precedentes. É especulado que o conexto intelectual de Pānini fosse propriamente a tradição de interpretação religiosas dos textos Védicos, que desenvolveu uma grande sofisticação nesse período da história indiana, é também argumentado, em contraposição, que sua gramática é focada especialmente na determinação das formas corretas de falar o sânscrito, o valor educacional dessas obras permanecerão em vigor por muito tempo, especialmente na formação dos Brâmanes.
O Ashtadhyayi cultivou inúmeras escolas linguísticas e lógicas na Índia, produzindo uma tradição de comentários e comentários de comentários à obra, como também aplicações da gramática, até mesmo para línguas não indo-europeias como o Tamil e o Tibetano. Mais tarde, no século VII, tornou-se conhecido na China por ação de peregrinos budistas, e então, no século XI, foi propagado de forma resumida no mundo persa através do livro Indica, do polimata Albiruni. Na Europa, a gramática de Pānini só foi conhecida no século XIX, com a emergência da linguística comparada.

### Dionísio, o Trácio
Ainda que nenhuma obra da antiguidade se compare à abrangência da gramática de Pānini, o trabalho de Dionísio, o Trácio, denominado Téchne grammatiké, desenvolvido no século I antes de Cristo, é a primeira gramática prescritiva sobrevivente da antiguidade grega.
Dionísio definiu o estudo da linguagem como um "conheciemtno prático dos elementos de uma linguagem como usados por poetas e escritores de prosa", o que revela a intenção prática e educativa que orienta os gramáticos da época, que se tornaria referência na instrução da língua grega, especialmente para os romanos, mas também estabelecendo a terminologia padrão das gramáticas europeias até o século XVIII. A Téchne grammatiké concentrava-se na definição das pronúncias corretas, na pontuação, alfabeto, sílabas, substantivos, verbos, artigos e demais elementos básicos da noção contemporânea de gramática, incluido também instrução sobre métrica.

### Apolônio Díscolo
Destaca-se, no período seguinte, a obra de Apolônio Díscolo, que viveu no século II, e iniciou análise da sintaxe do grego antigo, ainda que baseado, na maior parte, na concepções Aristotélicas de sujeito e predicado. Apolônio inaugura, por exemplo, o estudo da concordância gramatical. Aborda também, através de exemplos, diversas exceções e idiosíncrasias da língua grega, deixando, na maior parte, de generalizar regras linguísticas subjacentes.

### Gramáticos latinos
O estudo da gramática da língua latina também desenvolveu-se numa tradição. Eruditos como Marco Terêncio Varrão, que elaborou no século I um estudo com ênfase nas categorias formais da língua, enquanto que Élio Donato e Prisciano dedicaram-se à categorias semânticas. As obras de Donato, Ars minor e Ars maior, escritas no século IV, foram influentes até o fim da primeira metade do período medieval, enquanto que a obra Institutiones grammaticae, de Prisciano, foi redescoberta durante o renascimento carolíngio e inspirou a linguística europeia com seu estudo taxonomico das palavras.

## Estudos de gênero
Estudos de gênero é um campo de estudo interdisciplinar dedicado à identidade de gênero e à representação de gênero como categorias centrais de análise. Esse campo inclui estudos sobre as mulheres (sobre mulheres, feminismo, gênero e política), estudos sobre os homens e estudos queer. Às vezes, estudos de gênero são definidos como conjunto ao estudo da sexualidade humana. Essas disciplinas estudam gênero e sexualidade nos campos da literatura, língua, geografia, história, ciência política, sociologia, antropologia, mídia, desenvolvimento humano, direito, saúde pública e medicina. Elas também analisam como raça, etnia, localização, classe, nacionalidade e deficiência se cruzam com as categorias de gênero e sexualidade.
Em relação ao gênero, Simone de Beauvoir disse: "Não se nasce mulher, se torna uma". Essa visão propõe que, nos estudos de gênero, o termo "gênero" deve ser usado para se referir às construções sociais e culturais das masculinidades e feminilidades e não ao estado de ser homem ou mulher em sua totalidade. No entanto, essa visão não é mantida por todos os teóricos de gênero. A visão de Beauvoir é a que muitos sociólogos apoiam, embora haja muitos outros contribuintes para o campo dos estudos de gênero com diferentes origens e pontos de vista opostos, como o psicanalista Jacques Lacan e feministas como Judith Butler.
O gênero é pertinente a muitas disciplinas, como a teoria literária, os estudos de teatro e do cinema, a história da arte contemporânea, a antropologia, a sociologia, a sociolinguística e a psicologia. No entanto, essas disciplinas às vezes diferem em suas abordagens sobre como e por que o gênero é estudado. Por exemplo, na antropologia, na sociologia e na psicologia, o gênero é frequentemente estudado como uma prática, enquanto nos estudos culturais as representações de gênero são mais frequentemente examinadas. Na política, o gênero pode ser visto como um discurso fundamental que os atores políticos empregam para posicionar-se em uma variedade de questões. Os estudos de gênero também são uma disciplina em si, incorporando métodos e abordagens de uma ampla gama de disciplinas.

## Humanidades digitais
1. ↑  Bod 2013, p. 1.
2. ↑  Bod 2013, p. 2.
3. ↑  Bod 2013, p. 3.
4. 1 2  Bod 2013, p. 14.
5. ↑  Bod 2013, p. 15.
6. 1 2  Bod 2013, p. 17.
7. 1 2  Bod 2013, p. 18.
8. 1 2  Bod 2013, p. 19.
9. ↑  Emmett & Nye 2017, p. 3.
10. ↑  «Proposta pedagógica de curso e currículo pleno do Bacharelado em Estudos de Mídia da UFF». Universidade Federal Fluminense. Consultado em 13 de janeiro de 2020
11. ↑  Trivinho, Eugênio (2001). O mal-estar da teoria. Rio de Janeiro: Quartet. 13 páginas. ISBN 8585696400
12. ↑  «Gender Studies». Whitman College. Consultado em 1 de maio de 2012. Arquivado do original em 12 de dezembro de 2012
13. ↑  Krijnen, Tonny; van Bauwel, Sofie (2015). Gender And Media: Representing, Producing, Consuming. New York: Routledge. ISBN 978-0-415-69540-4
14. ↑  «About – Center for the Study of Gender and Sexuality (CSGS)». The University of Chicago. Consultado em 1 de maio de 2012
15. ↑  Healey, J. F. (2003). Race, Ethnicity, Gender and Class: the Sociology of Group Conflict and Change.
16. ↑  «Department of Gender Studies». Indiana University (IU Bloomington). Consultado em 1 de maio de 2012
17. ↑  de Beauvoir, S. (1949, 1989). "The Second Sex".
18. ↑  Garrett, S. (1992). "Gender", p. vii.
19. ↑  Salime, Zakia. Between Feminism and Islam: Human Rights and Sharia Law in Morocco. Minneapolis: University of Minnesota Press, 2011.
20. ↑  Essed, Philomena; Goldberg, David Theo; Kobayashi, Audrey (2009). A Companion to Gender Studies. [S.l.]: Wiley-Blackwell. ISBN 978-1-4051-8808-1. Consultado em 7 de novembro de 2011
21. ↑  Anne-Marie Smith, Julia Kristeva: Speaking the Unspeakable (Pluto Press, 1988).
22. ↑  Griselda Pollock, "Inscriptions in the Feminine" and "Introduction" to "The With-In-Visible Screen", in: Inside the Visible edited by Catherine de Zegher. MIT Press, 1996.
23. ↑  Ettinger, Bracha L. (2007). «Diotima and the Matrixial Transference: Psychoanalytical Encounter-Event as Pregnancy in Beauty». In:  Van der Merwe, Chris N.; Viljoen, Hein. Across the Threshold. NY: Peter Lang
24. ↑  Ettinger, Bracha L. (2010). «(M)Other Re-spect: Maternal Subjectivity, the Ready-made mother-monster and The Ethics of Respecting». Studies in the Maternal. 2 (1–2). doi:10.16995/sim.150. Arquivado do original em 3 de dezembro de 2013
25. ↑  Understanding the Complexities of Gender: Sam Killermann at TEDxUofIChicago. YouTube. 3 de maio de 2013. Consultado em 26 de julho de 2015
26. ↑  Jones 2014, p. 3.
27. ↑  Jones 2014, p. 5.
28. ↑  Jones 2014, p. 6.